# IFITM5
IFITM5 (англ. Interferon induced transmembrane protein 5) – білок, який кодується однойменним геном, розташованим у людей на короткому плечі 11-ї хромосоми. Довжина поліпептидного ланцюга білка становить 132 амінокислот, а молекулярна маса — 14 378.
| 10         |  | 20         |  | 30         |  | 40         |  | 50         |
| ---------- |  | ---------- |  | ---------- |  | ---------- |  | ---------- |
| MDTAYPREDT |  | RAPTPSKAGA |  | HTALTLGAPH |  | PPPRDHLIWS |  | VFSTLYLNLC |
| CLGFLALAYS |  | IKARDQKVVG |  | DLEAARRFGS |  | KAKCYNILAA |  | MWTLVPPLLL |
| LGLVVTGALH |  | LARLAKDSAA |  | FFSTKFDDAD |  | YD         |  |            |

A: Аланін

C: Цистеїн

D: Аспарагінова кислота

E: Глутамінова кислота

F: Фенілаланін

G: Гліцин

H: Гістидин

I: Ізолейцин

K: Лізин

L: Лейцин

M: Метіонін

N: Аспарагін

P: Пролін

Q: Глутамін

R: Аргінін

S: Серин

T: Треонін

V: Валін

W: Триптофан

Кодований геном білок за функцією належить до білків розвитку. 
Задіяний у такому біологічному процесі, як мінеральний обмін. 
Локалізований у клітинній мембрані, мембрані.